# Het Plaatjesboek
Het Plaatjesboek is een in 2007 gepubliceerd boek van schrijver, radio- en tv-maker Leo Blokhuis. Het boek is een opvolger van Grijsgedraaid uit 2006. Het boek is uitgegeven als paperback van 204 pagina's en is uitgegeven onder ISBN 9789026320903.
In het boek wordt het verhaal achter een aantal bekende nummers uit de doeken gedaan. De geschiedenis van de popmuziek wordt op deze manier aan de hand van een aantal klassiekers besproken. Daarnaast vormen diverse lijstjes een terugkerend onderwerp in het boek. In deze lijstjes heeft de schrijver verzamelingen van tien nummers gemaakt die voldoen aan criteria als "de tien beste drinkliedjes", "de tien meest onderschatte artiesten" of "de tien beste intro's".
Het boek is door Leo Blokhuis zelf vormgegeven met foto's van artiesten, knipsels, singletjes, concertkaartjes, etc.
Bij het boek hoort een cd waar de nummers op staan die in het boek aan de orde komen.

## Hoofdstukken
De volgende nummers worden in het Plaatjesboek uitgediept:
1. Cross road blues
2. Wild thing
3. Lady Madonna
4. You better move on
5. House of the rising sun
6. Whiskey in the jar
7. Dark end of the street
8. You'll never walk alone
9. Louie Louie
10. Dazed and confused
11. Breakfast in bed
12. Don't think twice, it's all right
13. Oh! Susanna
14. Volare
15. Rivers of Babylon
16. Morität von Mackie Messer